# Thomas Merton
Thomas Merton, detto Fr Maria Louis (Prades, 31 gennaio 1915 – Bangkok, 10 dicembre 1968), è stato uno scrittore e monaco cristiano statunitense dell'ordine dei Trappisti, autore di oltre sessanta tra saggi e opere in poesia e in prosa dedicati soprattutto ai temi dell'ecumenismo, del dialogo interreligioso, della pace.

## Biografia
Nacque nel 1915 in Francia dal neozelandese Owen e dalla statunitense Ruth Jenkins, entrambi pittori; a causa dello scoppio della prima guerra mondiale, nel 1916 si trasferì con la famiglia nella casa dei nonni materni a Douglaston, vicino a New York: dopo la perdita della madre, morta di cancro nel 1921, si trasferisce con il padre prima alle isole Bermude, e nel 1925 di nuovo in Francia, a Saint-Antonin.
Nel 1926 inizia a Montauban gli studi liceali, che completa nel 1932 ad Oakham, in Inghilterra: nel frattempo perde anche il padre, morto di tumore al cervello nel 1931, ma grazie ad una borsa di studio riesce comunque ad iscriversi al Clare College di Cambridge, dove studia lingue e letterature straniere.
Nel 1933 intraprende un viaggio a Roma, dove viene colpito particolarmente dalle basiliche paleocristiane, e, nel Santuario delle Tre Fontane, inizia a maturare l'idea di convertirsi dall'anglicanesimo al cattolicesimo.
Nel 1934 abbandona Cambridge, dove la sua condotta disordinata e dissoluta gli aveva irrimediabilmente compromesso la prosecuzione degli studi: completa la sua carriera universitaria alla Columbia University di New York, dove consegue il titolo di Bachelor of Arts nel 1938 e, nel 1939, il Master of Arts discutendo una tesi sulla poesia di William Blake. Intanto, grazie soprattutto a docenti come il cattolico Dan Walsh, che gli fa scoprire l'aspetto sociale del Vangelo, completa il suo percorso di conversione e, il 16 novembre 1938, viene accolto nella Chiesa cattolica nella parrocchia newyorchese del Corpus Christi.
Dopo la laurea, per qualche anno si dedica all'insegnamento della letteratura inglese presso la Columbia University e poi presso la Saint Bonaventure University di Allegany, gestita dai frati francescani. In seguito a un ritiro spirituale presso l'Abbazia Trappista di Nostra Signora di Gethsemani, nei pressi di Bardstown, nel Kentucky, rimane profondamente colpito dalla vita di solitudine e preghiera dei monaci e matura la decisione di entrarvi: il 10 dicembre del 1941 vi viene ammesso come postulante e il 19 marzo 1944 emette la sua prima professione religiosa, assumendo nel noviziato il nome di Fr Maria Louis; il 19 marzo 1947 pronuncia i voti solenni, diventando monaco; nel frattempo si dedica agli studi teologici e il 26 maggio 1949 viene ordinato sacerdote.
In quegli anni perde anche suo fratello John Paul, caduto in combattimento e disperso nel Mare del Nord durante la II Guerra Mondiale: un evento che contribuì molto a far maturare in lui una profonda avversione nei confronti delle guerre che lo porterà a diventare uno dei principali punti di riferimento del movimento pacifista degli anni sessanta. Si schierò apertamente anche a sostegno del movimento non-violento per i diritti civili, che egli definì come "il più grande esempio di fede cristiana attiva nella storia sociale degli Stati Uniti". Fu amico di papa Giovanni XXIII.
Durante la guerra del Vietnam, Merton maturò un profondo interesse per il monachesimo buddista e nel 1968 intraprese un lungo viaggio in oriente, incontrando anche il XIV Dalai Lama che per lui ebbe modo di manifestare profonda stima; durante questo viaggio trovò la morte il 10 dicembre 1968, folgorato a causa di un ventilatore difettoso.

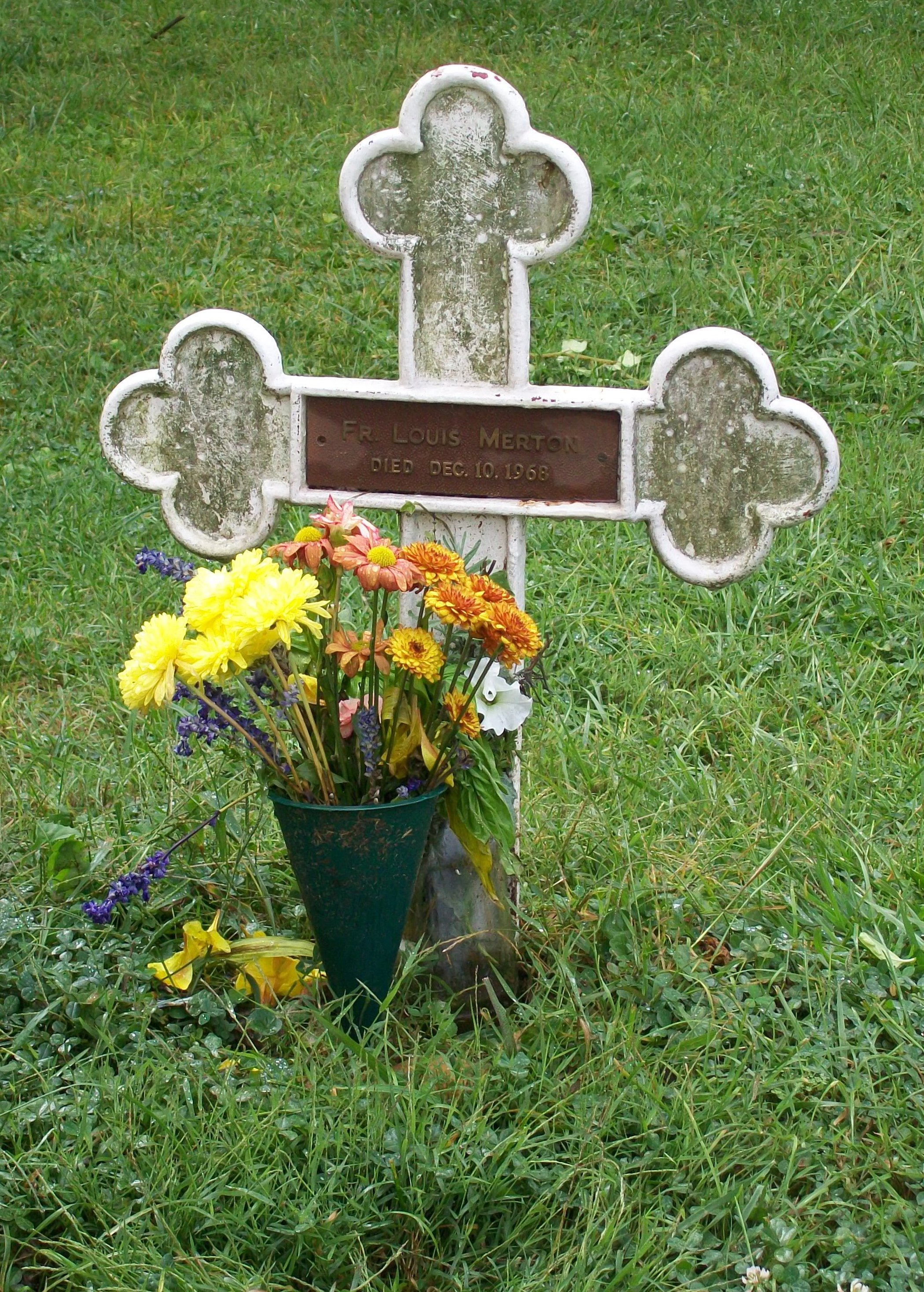
Tomba di Thomas Merton, Abbazia di Gethsemane (KY) - USA

Non vedo la strada che mi sta davanti.
Non posso sapere con certezza dove andrò a finire.
Secondo verità, non conosco neppure me stesso
e il fatto che penso di seguire la tua volontà non significa che lo stia davvero facendo.
Ma sono sinceramente convinto che in realtà ti piaccia il mio desiderio di piacerti
e spero di averlo in tutte le cose, spero di non fare mai nulla senza tale desiderio.
So che, se agirò così, la tua volontà mi condurrà per la giusta via,
quantunque io possa non capirne nulla.
Avrò sempre fiducia in te,
anche quando potrà sembrarmi di essere perduto e avvolto nell'ombra della morte.
Non avrò paura,
perché tu sei con me e so che non mi lasci solo di fronte ai pericoli.»
(Thomas Merton, Preghiere)
Il 24 settembre 2015 viene citato da Papa Francesco nel suo discorso al Congresso degli Stati Uniti come promotore di pace tra popoli e religioni.

## Opere
- Che sono queste ferite? Vita di una mistica cistercense: Santa Lutgarde di Aywieres (What are these wounds?: The Life of a Cistercian Mystic, Saint Lutgarde of Aywières.) (1948)
- L'esilio e la gloria. La vita di una trappista: madre Maria Berchmans (Exile Ends in Glory: The Life of a Trappistine, Mother M. Berchmans) (1948)
- La montagna dalle sette balze (The Seven Storey Mountain) (1948)
- Le acque di Siloe (The Waters of Siloe) (1949)
- Semi di contemplazione (Seeds of Contemplation) (1949)
- Ascesa alla verità (The Ascent to Truth) (1951)
- Il pane nel deserto (Bread in the Wilderness) (1953)
- Il segno di Giona (The Sign of Jonas) (1953)
- The Last of the Fathers: Saint Bernard of Clairvaux and the Encyclical Letter (1954)
- Nessun uomo è un'isola (No Man Is an Island) (1955)
- Il pane vivo (The Living Bread) (1956)
- Vita nel silenzio (The Silent Life) (1957)
- Pensieri nella solitudine (Thoughts in Solitude) (1958)
- Diario secolare (The Secular Journal of Thomas Merton) (1959)
- Direzione spirituale e meditazione (Spiritual Direction and Meditation) (1960)
- Problemi dello spirito (Disputed Questions) (1960)
- The Wisdom of the Desert: Sayings From the Desert Fathers of the Fourth Century (1960)
- The Behavior of Titans (1961)
- L'uomo nuovo (The New Man) (1961)
- Nuovi semi di contemplazione (New Seeds of Contemplation) (1962)
- Vita e santità (Life and Holiness) (1963)
- Seeds of Destruction (1964)
- Gandhi on Non-Violence (1965)
- Stagioni liturgiche: meditazioni sulle massime festivita religiose dell'anno dopo il Vaticano II (Seasons of Celebration) (1965)
- La via semplice di Chuang Tzu (The Way of Chuang Tzu) (1965)
- Diario di un testimone colpevole (Conjectures of a Guilty Bystander) (1966)
- Gethsemani: A Life of Praise (1966)
- Raids on the Unspeakable (1966)
- Mistici e maestri zen (Mystics and Zen Masters) (1967)
- Fede, resistenza, protesta (Faith and Violence) (1968)
- Lo zen e gli uccelli rapaci (Zen and the Birds of Appetite) (1968)
- Contemplative Prayer (1969)
- Io e la Gestapo (My Argument with the Gestapo: A Macaronic Journal) (1969)
- Contemplation in a World of Action (1971)
- Diario asiatico: dagli appunti originali (The Asian Journal of Thomas Merton) (1973)
- He Is Risen (1973)
- Ishi Means Man (1976)
- Un vivere alternativo (The Monastic Journey) (1977)
- Love and Living (1979)
- The Non-Violent Alternative (1980)
- Day of a Stranger (1981)
- Introductions East and West: The Foreign Prefaces of Thomas Merton (1981)
- The Literary Essays of Thomas Merton (1981)
- Woods, Shore and Desert: A Notebook, May 1968 (1982)
- The Hidden Ground of Love: Letters on Religious Experience and Social Concerns (Letters, 1) (1985)
- Opening the Bible (1986)
- Thomas Merton in Alaska: The Alaskan Conferences, Journals and Letters (1988)
- A Vow of Conversation: Journals 1964-1965 (1988)
- The Road to Joy: Letter to New and Old Friends (Letters, II) (1989)
- The School of Charity: Letters on Religious Renewal and Spiritual Direction (Letters, III) (1990)
- Il coraggio della verità (The Courage for Truth: Letters to Writers (Letters, IV)) (1993)
- Witness to Freedom: Letters in Times of Crisis (Letters, V) (1994)
- Run to the Mountain: The Story of a Vocation (Journals, I: 1939-1941) (1995)
- Entering the Silence: Becoming a Monk and Writer (Journals, II: 1941-1952) (1996)
- A Search for Solitude: Pursuing the Monk's True Life (Journals, III: 1952-1960) (1996)
- Turning Toward the World: The Pivotal Years (Journals, IV: 1960-1963) (1996)
- Dancing in the Water of Life: Seeking Peace in the Hermitage (Journals, V: 1963- 1965) (1997)
- Learning to Love: Exploring Solitude and Freedom (Journals VI: 1966-1967) (1997)
- The Other Side of the Mountain: The End of the Journey (Journals VII: 1967-1968) (1998)
- Scrivere e pensare, vivere, pregare: un'autobiografia attraverso i diari (The Intimate Merton: His Life from His Journals) (1999)
- Dialoghi con il silenzio: preghiere e disegni originali dell'autore (Dialogues with Silence) (2001)
- Love and Living. Harcourt Trade Publishers (2002)
- L'esperienza interiore: note sulla contemplazione (The Inner Experience) (2003)
- Seeking Paradise: The Spirit of the Shakers (2003)
- La pace nell'era postcristiana (Peace in a Post-Christian Era) (2004)
- Cassian and the Fathers: Notes for Conferences Given in the Choir Novitiate, Abbey of Gethsemani (2005)
- The Cold War Letters of Thomas Merton (2006)
- Thomas Merton: A Life In Letters (2008)

### Poesia
- Thirty Poems (1944)
- A Man in the Divided Sea (1946)
- The Tears of the Blind Lions (1949)
- The Strange Islands: Poems (1957)
- Selected Poems (1959)
- Emblemi di un'età di violenza (Emblems of a Season of Fury) (1963)
- Monks Pond: No. 1, 1968 (1968)
- Cablogrammi e profezie (Cables to the Ace) (1968)
- Cablogrammi e profezie (The Geography of Lograire) (1969)
- The Collected Poems of Thomas Merton (1977)
- In the Dark Before Dawn: New Selected Poems of Thomas Merton (2005)